# Ambystoma amblycephalum
Ambystoma amblycephalum är en groddjursart som beskrevs av Edward Harrison Taylor 1940. Den ingår i släktet Ambystoma och familjen mullvadssalamandrar. Arten är endemisk för centrala Mexiko.

## Taxonomi
Inga underarter finns listade i Catalogue of Life. Analys av mitokondriellt DNA har emellertid visat att Ambystoma amblycephalum är mycket nära släkt med andra arter på Mexikanska platån, och deras artstatus är under utredning.

## Beskrivning
Kroppen är lätt vårtig, svart på ovansidan och gråaktig med beige fläckar på undersidan, samt med en längd på omkring 16 cm. Svansen mörknar mot spetsen. Munnen har flera tänder.

## Utbredning
Arten förekommer bara på ett mindre område med en yta på 18 km2 på 2 000 meters höjd, 15 km väster om staden Morelia i delstaten Michoacán i Mexiko. På grund av den ringa ytan, uppodlingen och byggnationen av landskapet som hotar de vattensamlingar arten behöver för sin larvutveckling och miljöföroreningar minskar populationen, och IUCN har rödlistat arten som akut hotad ("CR").

## Ekologi
Arten genomgår normalt metamorfos, då den vattenlevande larven förlorar sina gälar och kommer upp på land, där den vuxna salamandern lever permanent. Den behöver emellertid ej för grunda vattensamlingar, som dammar och bevattningstråg för boskap, för lek och larvutveckling. Habitatet utgörs av en blandning av gräsmark och blandskog mellan tall och ek.